# Pervez Musharraf
Syed Pervez Musharraf, (em urdu پرويز مشرف); (Deli, 11 de agosto de 1943 – Dubai, 5 de fevereiro de 2023) foi um general do exército e político paquistanês. Foi presidente de seu país, de 20 de junho de 2001 até 18 de agosto de 2008, quando renunciou ao cargo, depois de uma campanha pelo seu impeachment ter sido lançada pelos partidos de oposição.

## Biografia
Nascido em Delhi durante o Raj britânico, Musharraf foi criado em Karachi e Istambul. Ele estudou matemática no Forman Christian College em Lahore e também foi educado no Royal College of Defense Studies no Reino Unido. Musharraf ingressou na Academia Militar do Paquistão em 1961 e foi comissionado no regimento de artilharia do Exército do Paquistão em 1964. Musharraf entrou em ação durante a Guerra Indo-Paquistanesa de 1965 como segundo tenente. Na década de 1980, ele comandava uma brigada de artilharia. Na década de 1990, Musharraf foi promovido a major-general e designado para uma divisão de infantaria, e posteriormente comandou o Grupo de Serviços Especiais. Logo depois, também atuou como subsecretário militar e diretor geral de operações militares. Ele desempenhou um papel ativo na guerra civil afegã, encorajando o apoio paquistanês ao Talibã.
Musharraf ganhou destaque nacional quando foi promovido a general de quatro estrelas pelo primeiro-ministro Nawaz Sharif em 1998, fazendo de Musharraf o chefe das forças armadas. Ele liderou a infiltração de Kargil que levou a Índia e o Paquistão à guerra em 1999. Após meses de relações conflituosas entre Sharif e Musharraf, Sharif tentou, sem sucesso, remover Musharraf como líder do exército. Em retaliação, o exército deu um golpe de estado em 1999, que permitiu a Musharraf assumir o Paquistão como presidente em 2001. Posteriormente, ele colocou Sharif sob prisão domiciliar antes de iniciar um processo criminal oficial contra ele.
Musharraf inicialmente permaneceu como Presidente do Estado-Maior Conjunto e Chefe do Estado-Maior do Exército, renunciando ao cargo anterior após a confirmação de sua presidência. No entanto, ele permaneceu como chefe do Exército até se aposentar em 2007. Os estágios iniciais de sua presidência incluíram vitórias polêmicas em um referendo estadual para conceder-lhe um limite de mandato de cinco anos e uma eleição geral em 2002. Durante seu mandato, na presidência, defendeu a Terceira Via, adotando uma síntese de conservadorismo e socialismo. Musharraf restabeleceu a constituição em 2002, embora tenha sido fortemente alterada. Ele nomeou Zafarullah Jamali e mais tarde Shaukat Aziz como primeiro-ministro e supervisionou as políticas dirigidas contra o terrorismo, tornando-se uma peça importânte na guerra contra o terrorismo liderada pelos Estados Unidos.
Musharraf pressionou pelo liberalismo social e promoveu a liberalização econômica, enquanto também bania os sindicatos. A presidência de Musharraf coincidiu com um aumento geral do produto interno bruto em cerca de 50%; no mesmo período, a poupança doméstica diminuiu e a desigualdade econômica aumentou rapidamente. O governo de Musharraf também foi acusado de abusos dos direitos humanos, e ele sobreviveu a várias tentativas de assassinato durante sua presidência. Quando Aziz deixou o cargo de primeiro-ministro a posição política de Musharraf enfraqueceu dramaticamente. Apresentando sua renúncia para evitar o impeachment em 2008, Musharraf emigrou para Londres em um exílio auto-imposto. Seu legado como líder é misto; ele viu o surgimento de uma classe média mais assertiva, mas seu desrespeito aberto pelas instituições civis enfraqueceu muito a democracia no Paquistão.
Musharraf voltou ao Paquistão em 2013 para participar das eleições gerais daquele ano, mas foi desqualificado depois que os tribunais superiores do país emitiram mandados de prisão para ele e Aziz por seu suposto envolvimento nos assassinatos de Nawab Akbar Bugti e Benazir Bhutto  Após a reeleição de Nawaz Sharif em 2013, ele iniciou acusações de alta traição contra Musharraf por implementar o estado de emergência e suspender a constituição em 2007. O caso contra Musharraf continuou após a destituição de Sharif do cargo em 2017. Em 2019, Musharraf, à revelia, foi condenado à morte pelas acusações de traição, embora a sentença de morte tenha sido posteriormente anulada pelo Tribunal Superior de Lahore.
Musharraf morreu após sofrer um caso prolongado de amiloidose no Hospital Americano de Dubai, em 5 de fevereiro de 2023, aos 79 anos.

### Tentativas de assassinato
Musharraf sobreviveu a várias tentativas de assassinato e supostos complôs. Em 2000, Kamran Atif, um suposto membro do Harkat-ul Mujahideen al-Alami, tentou assassinar Musharraf. Atif foi condenado à morte em 2006 por um Tribunal Antiterrorismo. Em 14 de dezembro de 2003, Musharraf sobreviveu a uma tentativa de assassinato quando uma poderosa bomba explodiu minutos depois que seu comboio altamente vigiado atravessou uma ponte em Rawalpindi; foi a terceira tentativa do tipo durante seus quatro anos de governo. Em 25 de dezembro de 2003, dois homens-bomba tentaram assassinar Musharraf, mas seus carros-bomba não conseguiram matá-lo; Outras 16 pessoas morreram. Musharraf escapou com apenas um para-brisa rachado em seu carro. Amjad Farooqi foi um suposto mentor por trás dessas tentativas, e foi morto pelas forças paquistanesas em 2004 após uma extensa caça ao homem.
Em 6 de julho de 2007, houve outra tentativa de assassinato, quando um grupo desconhecido disparou uma submetralhadora 7.62 contra o avião de Musharraf quando ele decolava de uma pista em Rawalpindi. A segurança também recuperou duas armas antiaéreas, das quais nenhum tiro foi disparado. Em 17 de julho de 2007, a polícia paquistanesa deteve 39 pessoas em relação à tentativa de assassinato de Musharraf. Os suspeitos foram detidos em um local não revelado por uma equipe conjunta da Polícia de Punjab, da Agência Federal de Investigação e de outras agências de inteligência paquistanesas.